# Estatuto de Seguridad
El estatuto de seguridad fue un régimen penal  de seguridad promulgado y puesto en práctica el 6 de septiembre de 1978, mediante Decreto 1923 de 1978 del gobierno de Julio César Turbay Ayala de 1978 a 1982. Con este Estatuto se pretendía hacer contrapeso a los grupos insurgentes, regular y prohibir la protesta social y frenar el crecimiento de los movimientos guerrilleros. Fue parte de la Doctrina de la seguridad nacional de los Estados Unidos.

## Características y funciones
Conformado por 16 artículos que reforzaban la ley penal existente.
- Estado de sitio.
- Concesión de facultades de policía judicial a las Fuerzas Militares.
- Juzgamiento de civiles por consejos de guerra verbales.
- Amenazas constantes.

## Críticas y consecuencias
Al Ministerio Público llegaban semanalmente denuncias por torturas en unidades militares y crecían las detenciones arbitrarias, las desapariciones sigilosas o los allanamientos sin orden judicial.
En ese momento, el dirigente político del liberalismo, Luis Carlos Galán, formuló: “El Estatuto de Seguridad es simplemente una respuesta represiva a la miseria”. Además fue criticado por militares retirados como el General Puyana García, jerarcas de la iglesia como monseñor Darío Castrillón.
A la violación de los Derechos Humanos en Colombia, diferentes organizaciones respondieron con el Primer Foro Nacional de los DDHH en marzo de 1979  presidido por el excanciller Alfredo Vázquez Carrizosa. Amnistía Internacional hizo su primera visita a Colombia en marzo de 1980.  El organismo afirma que el Estatuto "conduce a violaciones de los derechos humanos" y recomienda levantarlo, y afirma que las condiciones en las que hicieron las detenciones "posibilitan o facilitan la tortura".
Con el paso de los años, muchos de los procesos o atropellos cometidos en vigencia del Estatuto de Seguridad se convirtieron en casos de denuncia internacional o estudio jurídico. Debió ser derogado en junio de 1982.